# Aripert II.
Aripert ali Aribert je bil vojvoda Torina in od leta 701 do 712 kralj Langobardov,  *   ni znano, † 712.
Bil je sin langobardskega kralja Raginperta in zato stranska veja Bavarske dinastije. Na prestol je prišel že leta 700, vendar ga je njegov naslednik Liutpert odstavil in sam vladal leta 700 in 702. Leta 701 je vladal uzurpator Raginpert. 
Na prestol je ponovno poskušal priti po očetovi smrti. V Pavii je porazil vojsko Liutpertovega skrbnika Anspranda, ujel kralja in ga kasneje v kopalnici utopil. Osvojil je prestolnico in prisilil Anspranda na beg na Bavarsko. Do leta 703 je bila oblast trdno v njegovih  rokah.   
Vladal je neprekinjeno do svoje smrti, vendar se je srečeval s številnimi težavami. Leta 703 je spoletski vojvoda Faroald napadel Ravenski eksarhat. Aripert se mu ni pridružil, ker je želel imeti dobre odnose tako s papeštvom kot z  Bizantinskim cesarstvom. V  Mezzogiornu je kljub temu uveljavljal svojo pravico do vojvodin Benevento in Spoleto.  Prijateljstvo  papeža Janeza VI. je kupil z donacijami velikih zemljiških posesti v Kotijskih Alpah. Prijateljstvo mu v številnih uporih in vdorih Slovanov v Benečijo ni veliko pomagalo.
Leta 711 se je Ansprand vrnil iz izgnanstva z veliko vojsko bavarskega vojvode Teodeberta, kateri se je v bitki pri Pavii priključilo veliko mož iz vzhodnega dela Langobardskega kraljestva.  Aripert je pobegnil v prestolnico, si prilastil državno zakladnico in poskušal ponoči pobegniti v Galijo. Na begu se je v reki Ticino utopil. Langobardi so za njegovega naslednika izvolili Anspranda.  Aripert je bil zadnji Bavarec, ki je nosil langobardsko železno krono.

## Sklic
1. ↑  
German Tribes. GermanTribes.org. Arhivirano iz izvirnika 18. julija 2010. Pridobljeno  izvirnika 18. julija 2010.

| Aripert II. Rojen: ni znano Umrl: 712 |                           |                     |
| Vladarski nazivi                      |                           |                     |
| Predhodnik: Raginpert                 | Vojvoda Torina 702–712    | Naslednik: ni znano |
| Predhodnik: Raginpert                 | Kralj Langobardov 702–712 | Naslednik: Ansprand |